# Missionarie figlie della Sacra Famiglia di Nazareth
Le Missionarie Figlie della Sacra Famiglia di Nazareth (in spagnolo Misioneras Hijas de la Sagrada Familia de Nazaret) sono un istituto religioso femminile di diritto pontificio: le suore di questa congregazione pospongono al loro nome la sigla M.H.S.F.N.

## Storia

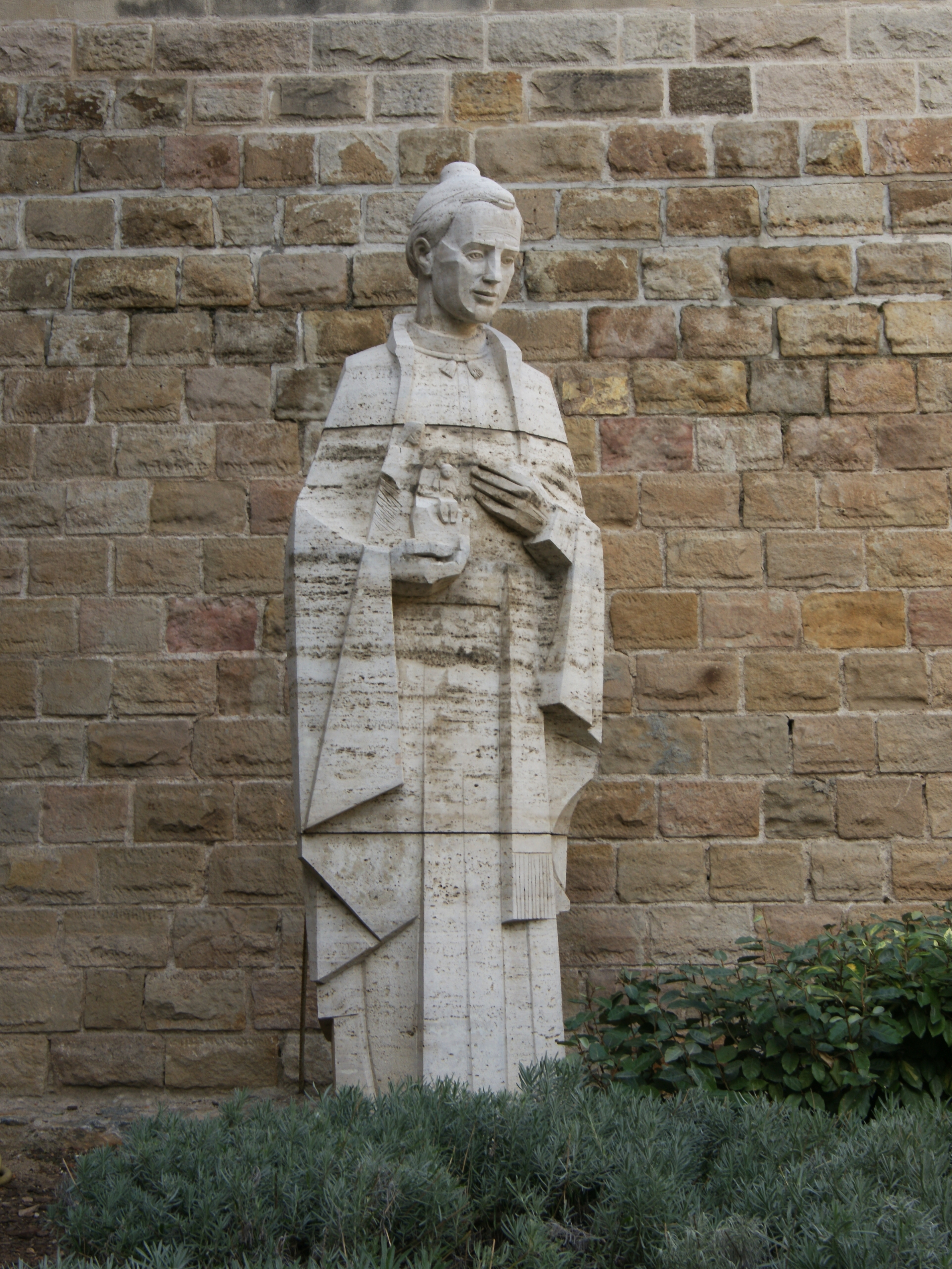
Josep Manyanet, fondatore della congregazione

La congregazione fu fondata da Josep Manyanet i Vives (1833-1901): dopo aver istituito i Figli della Sacra Famiglia, pensò di dare inizio a un omonimo istituto femminile ma il vescovo di Urgell, Josep Caixal i Estradé, gli affidò la direzione delle suore della Carità, fondate su invito del presule da Ana María Janer Anglarill.
Costretto a stabilirsi a Barcellona, nel 1877 Manyanet trasferì da Talarn a San Andrés de Palomar la sede centrale dell'istituto, ma le suore più anziane rimaste a Talarn chiesero la destituzione di Manyanet dalla carica di superiore ecclesiastico della congregazione.
Le suore formatesi a San Andrés de Palomar, che riconoscevano come fondatore Manyanet, si separarono dalla congregazione di Talarn e nel 1884 diedero inizio a Barcellona alle Figlie della Santa Casa di Nazareth.
L'istituto ottenne il pontificio decreto di lode il 16 dicembre 1950 (che mutò anche la denominazione della congregazione il Missionarie Figlie della Sacra Famiglia) e l'approvazione definitiva della Santa Sede il 10 maggio 1958.

## Attività e diffusione
Le suore si dedicano all'istruzione e all'educazione cristiana della gioventù, all'organizzazione di ritiri spirituali e alla gestione di convitti per lavoratrici; lavorano anche in terra di missione.
Sono presenti in Brasile, in Camerun, in Colombia, in Ecuador, in Italia, in Paraguay, in Spagna, in Venezuela; la sede generalizia è a Roma.
Alla fine del 2008 la congregazione contava 251 religiose in 46 case.